# Henri Massis
Henri Massis (n. 21 martie 1886, Paris, Île-de-France, Franța – d. 16 aprilie 1970, Paris, Région parisienne, Franța) a fost un critic, istoric literar și eseist conservator francez.

## Biografie
Massis s-a născut pe 21 martie 1886 la Paris, Franța. A urmat studii la Liceul Condorcet și Universitatea din Paris. El și-a început cariera publicistică la vârsta de 20 de ani, cu lucrările Comment Émile Zola Composait ses Romans, Le Puits de Pyrrhon și La Pensée de Maurice Barrès.
Împreună cu prietenul său Albert de Tarde a publicat eseuri despre sistemul universitar francez și despre generația anului 1912.
Massis s-a convertit la catolicism în 1913 și, după Primul Război Mondial, a militat pentru o renaștere a catolicismului și a spiritului francez. Începând din 1920 a lucrat ca redactor la nou-înființata Revue Universelle și s-a preocupat cu răspândirea filozofiei politice creștine. A publicat două volume de Jugements în care a analizat critic învățăturile morale a numeroși scriitori printre care Ernest Renan și André Gide. În scrierile sale politice Massis și-a exprimat îngrijorarea față de ceea ce a văzut ca fiind o amenințare la adresa societății franceze postbelice, inclusiv bolșevismul și misticismul oriental.
Deși a avut relații cu guvernul de la Vichy în timpul celui de-al Doilea Război Mondial, Massis a refuzat să colaboreze cu mișcarea nazistă. După război, el a fost plasat într-un lagăr de internare pentru o singură lună și apoi a fost eliberat. Massis a lucrat după război la editura Plon, iar scrierile sale reflectă disprețul său față de nazismul din Germania și față de bolșevismul din Rusia. Massis a fost ales membru al Academiei Franceze în 1960 și a murit la Paris pe 16 aprilie 1970.

## Scrieri
- (1905). Comment Émile Zola Composait ses Romans.
- (1907). Le Puits de Pyrrhon.
- (1909). La Pensée de Maurice Barrès.
- (1911). L'Esprit de la nouvelle Sorbonne [împreună cu Alfred de Tarde].
- (1913). Les Jeunes Gens d'aujourd'hui [împreună cu Alfred de Tarde].
- (1915). Romain Rolland contre la France.
- (1915). Luther Prophète du Germanisme.
- (1916). La Vie d'Ernest Psichari.
- (1916). Impressions de Guerre.
- (1917). Le Sacrifice (1914-1916).
- (1920). La Trahison de Constantin.
- (1921). Jérusalem le Jeudi-Saint de 1918.
- (1923). Jugements I: Renan, France, Barrès.
- (1924). Jugements II: André Gide, Romain Rolland, Georges Duhamel, Julien Benda, les Chapelles Littéraires.
- (1924). De Lorette à Jérusalem.
- (1924). Le Réalisme de Pascal.
- (1925). Jacques Rivière.
- (1927). En Marge de "Jugements".
- (1927). Réflexions sur l'Art du Roman.
- (1927). Défense de l'Occident.
- (1928). Avant-postes.
- (1931). Évocations. Souvenirs (1905-1911).
- (1932). Dix ans Après.
- (1934). Débats, [3 vol.].
- (1936). Les Cadets de l'Alcazar.
- (1936). Notre ami Psichari.
- (1937). Le Drame de Marcel Proust.
- (1937). L'Honneur de Servir.
- (1939). Chefs. Les Dictateurs et Nous.
- (1940). La Guerre de Trente ans: Destin d'un Age (1909-1939).
- (1941). Les Idées Restent.
- (1942). La Prière de Lyautey.
- (1944). Découverte de la Russie.
- (1948). D'André Gide à Marcel Proust.
- (1949). Allemagne d'hier et d'Après-demain.
- (1949). Portrait de M. Renan.
- (1951). Maurras et Notre Temps [2 vol.].
- (1956). L'Occident et son Destin.
- (1958). Visage des Idées.
- (1948). À Contre-courant.
- (1958). L'Europe en Question.
- (1959). De l'Homme à Dieu.
- (1961). Salazar Face à Face.
- (1962). Barrès et Nous, Suivi d’une Correspondance Inédite (1906-1923).
- (1967). Au Long d'une Vie.

Lucrări în traducere engleză
- (1928). Defence of the West, Harcourt, Brace & Company [cu o prefață de G. K. Chesterton].
- (1958). The Choice before Europe, London: Eyre & Spottiswoode [împreună cu Alphonse Pierre Juin].